# Salvador R. Guzmán Esparza
Salvador R. Guzmán Esparza (* 24. Oktober 1888 in Puebla; † 5. November 1962 ebenda) war ein mexikanischer Botschafter.

## Leben
Die Eltern Salvador R. Guzmán Esparzans waren María Esparza und Daniel Guzmán. Er besuchte die Escuela Lafragua in Puebla und 1909 die Escuela de Medicina en México. Er wurde Brigadegeneral.
| Vorgänger                         | Amt                                                                          | Nachfolger                                  |
| --------------------------------- | ---------------------------------------------------------------------------- | ------------------------------------------- |
| Gerzayn Ugarte                    | Mexikanischer Botschafter in Caracas 9. Januar 1920 bis 11. März 1920        | Leopoldo Ortiz Liebich                      |
| Gerzayn Ugarte                    | Mexikanischer Botschafter in Caracas 7. September 1920 bis 1. April 1921     | Luis Gutiérrez Otero Castañeda              |
| Gerzayn Ugarte                    | Mexikanischer Botschafter in Bogota Dezember 1920 bis Januar 1921            | Antonio Mediz Bolio                         |
| José Rendón y Ponce               | Mexikanischer Botschafter in Caracas 9. November 1937 bis 15. März 1941      | José Maximiliano Alfonso de Rosenzweig Díaz |
| Luis Chávez Orozco                | Mexikanischer Botschafter in Tegucigalpa 1942 bis 1942                       | Anselmo Jorge Mena y Barbosa                |
| Luciano José Joublanc Rivas       | Mexikanischer Botschafter in Warschau 3. September 1947 bis 1. Januar 1949   | Ernesto Hidalgo Ramírez                     |
| Francisco Mora Plancarte          | Mexikanischer Botschafter in San Salvador 31. Mai 1944 bis 1. August 1946    | Dagoberto Juárez Mora                       |
| Salvador Pardo Bolland            | Mexikanischer Botschafter in Helsinki 10. September 1948 bis 10. Januar 1950 | Enrique Gilberto Bosques Saldívar           |
| Enrique Gilberto Bosques Saldívar | Mexikanischer Botschafter in Lissabon 1. Februar 1950 bis 10. Januar 1953    | José Carlos Manuel González Parrodi         |